# Ford A
El Ford A (1927 - 1931) és un automòbil produït pel fabricant nord-americà  Ford. Va ser el segon gran èxit de la marca després del seu predecessor, el Ford T. Va ser produït per primera vegada el 20 d'octubre de 1927, però no va sortir a la venda fins al 2 de desembre.
Va reemplaçar al famós Ford T, que havia estat 18 anys en producció. El nou Ford A va ser designat nou model en 1927, i estava a la venda en diverses combinacions de colors, segons models, cap d'ells el negre. En anys posteriors es van anar augmentant i canviant aquests colors i el negre va ser inclòs en alguns models. Els parafangs de tots els models i durant tota la producció del Ford A sempre van ser pintats de negre.
El successor del Ford A va ser el Ford B, que va introduir un motor de quatre cilindres, i el Ford 18, que oferia el nou motor V8 dissenyat per Ford.
D'aquest model d'automòbil van arribar a produir 4.320.446 unitats.

## Configuració
De manera anàloga al model T de Ford, el Ford A també va ser una construcció robusta i simple que, amb els anys, va ser sotmesa a revisions periòdiques per tal de modernitzar-la. Per poder acontentar una àmplia clientela, a més de la versió Standard Tudor, 1 Sedan de dues portes, (la més venuda) van fabricar també diverses alternatives, com Sedan quatre portes, coupés, i descapotables, Faetó, Roadster, Cabriolet, etc. Amb el Ford A, igual que ja havia fet abans amb el Ford T, l'empresa va intentar fer-se un lloc en el mercat europeu. Amb aquest objectiu, des de l'estiu de 1928 es va produir el vehicle també en Berlín i amb això va començar l'expansió de Ford a Europa. Per al mercat europeu, la cilindrada del Ford A va haver de reduir per diversos motius fiscals a 2023 cc, per la qual cosa la potència també va disminuir a 28 Cv. No obstant es venien les dues motoritzacions.
Originalment el Ford A disposava d'una cilindrada de 3.285 cm³ amb 4 cilindres i una potència de 40 CV/30 kW.
El model A es va produir en una àmplia varietat de carrosseries i models, entre aquestes: coupé (estàndard, Special i de luxe), coupé de negocis, coupé esportiu, roadster Ford Model A Deluxe Coupe), cabriolet descapotable, sedan descapotable, phaeton (estàndard i de luxe), tudor (estàndard i de luxe, veure → Ford Model A Deluxe Tudor), town car, fordor (2-finestra) (estàndard i de luxe), fordor (3-finestra) (estàndard i de luxe), victòria, familiar, taxi i camioneta entre d'altres. A més de les seves ofertes comercials de la seva nova carrosseria de ½ tona del xassís A, Ford va crear un programa encara més ambiciós de carrosseria amb el nou xassís AA de camions d'1 ½ tona.

## Història
Quan a finals de la dècada de 1920 el llegendari  Tin Lizzie de Henry Ford ja podia considerar-se com una mica antiquat, Ford va decidir suspendre la seva producció durant uns mesos per poder concloure el més ràpid possible la construcció del model destinat a substituir-lo. Fins desembre de 1927 no va tenir lloc el llançament del nou Ford A, que s'havia desenvolupat en un temps rècord de vuit mesos. Entre els avantatges d'aquest vehicle recentment creat figuraven la nova caixa del canvi de tres velocitats, els  amortidors hidràulics i el  sistema de frenada a les quatre rodes. Les rodes amb radis de vareta i els eixugaparabrises eren tan obligats al vehicle com un indicador de gasolina i un amperímetre. L'interval de manteniment era cada 1.000 quilòmetres, sent gratuït durant els primers 3.000

## Galeria

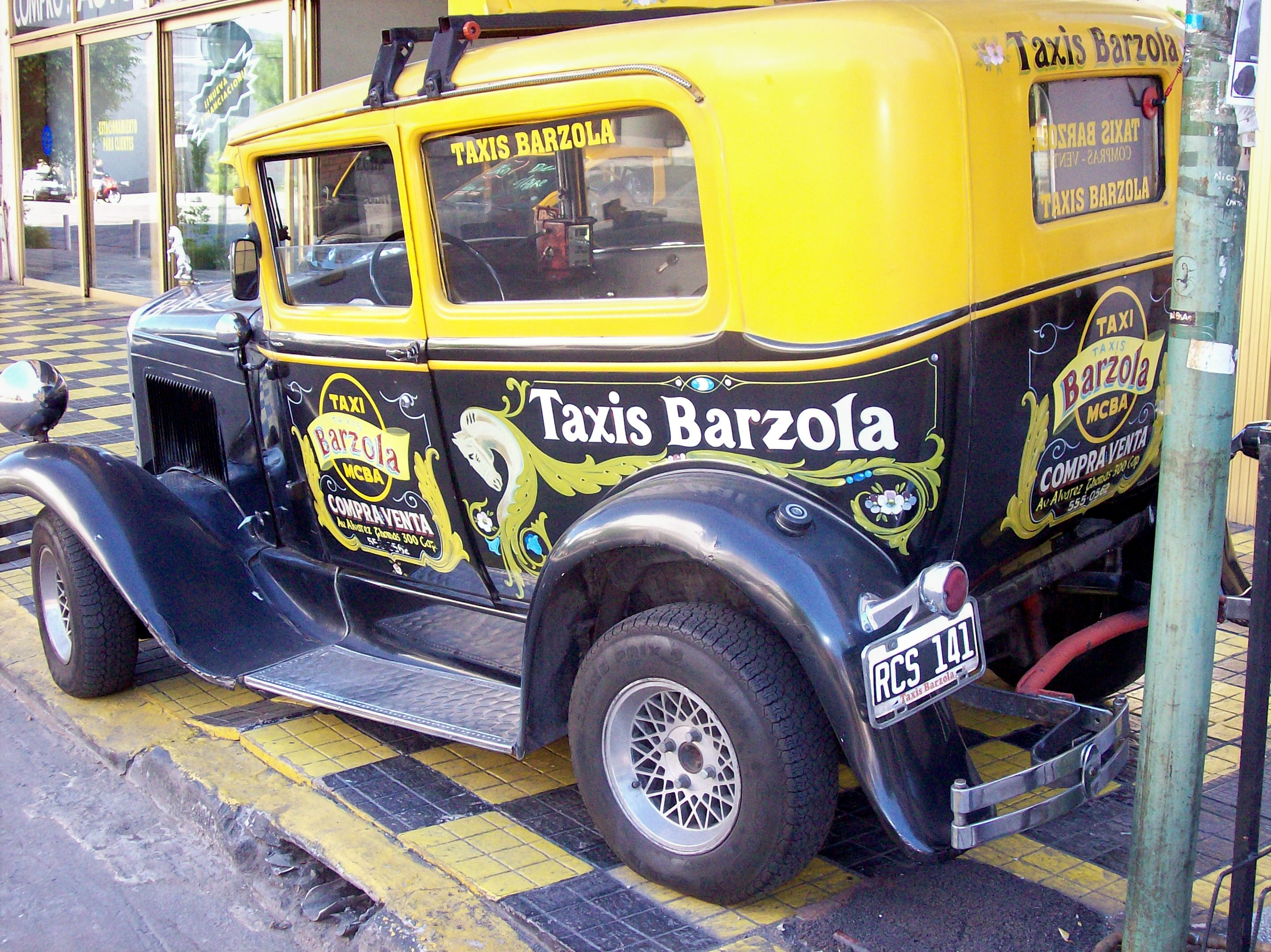
Taxi durant 50 anys, Model A Tudor - 1929 Les llantes i pneumàtics no són originals
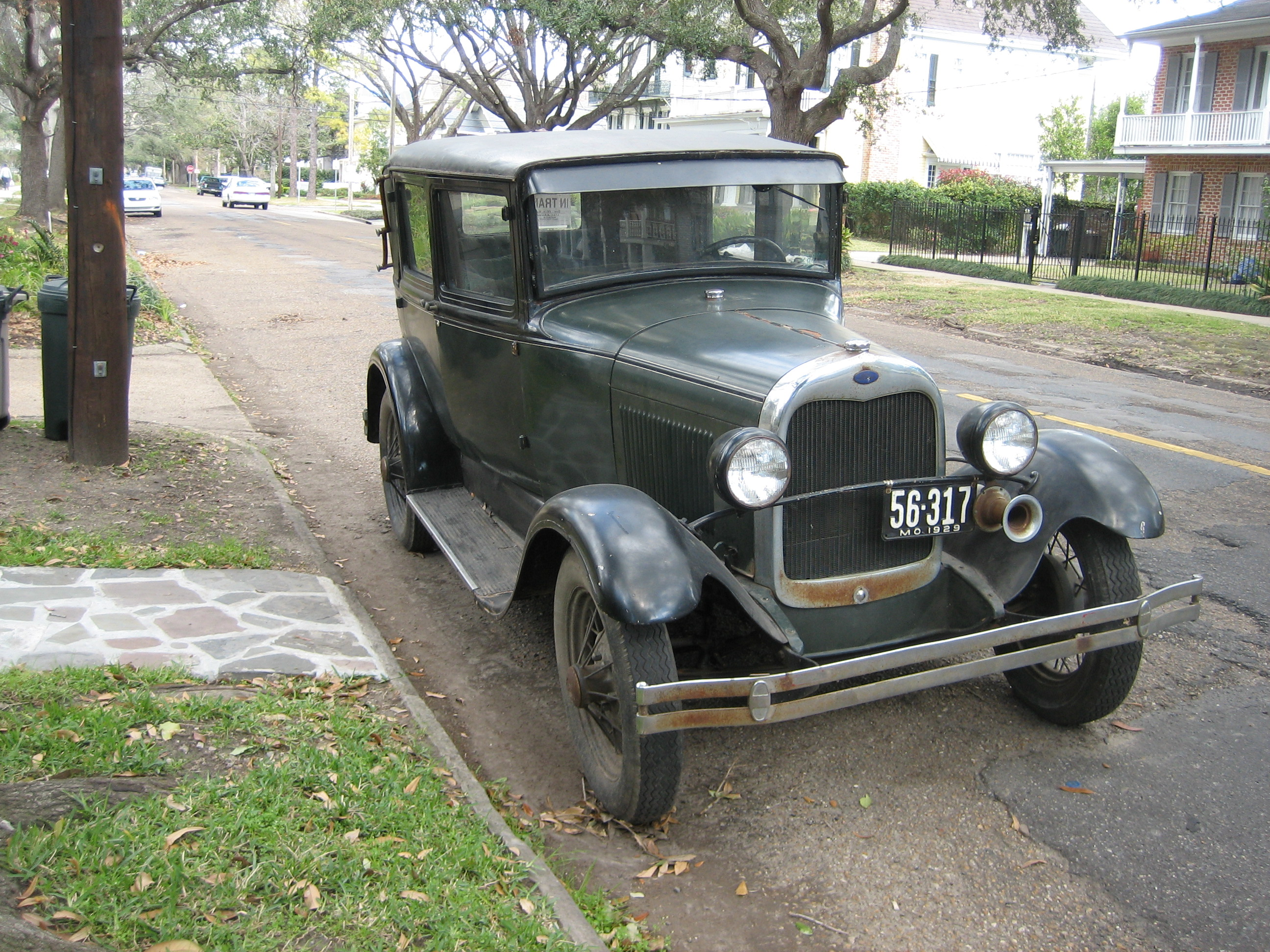
Model A Sedan Fordor
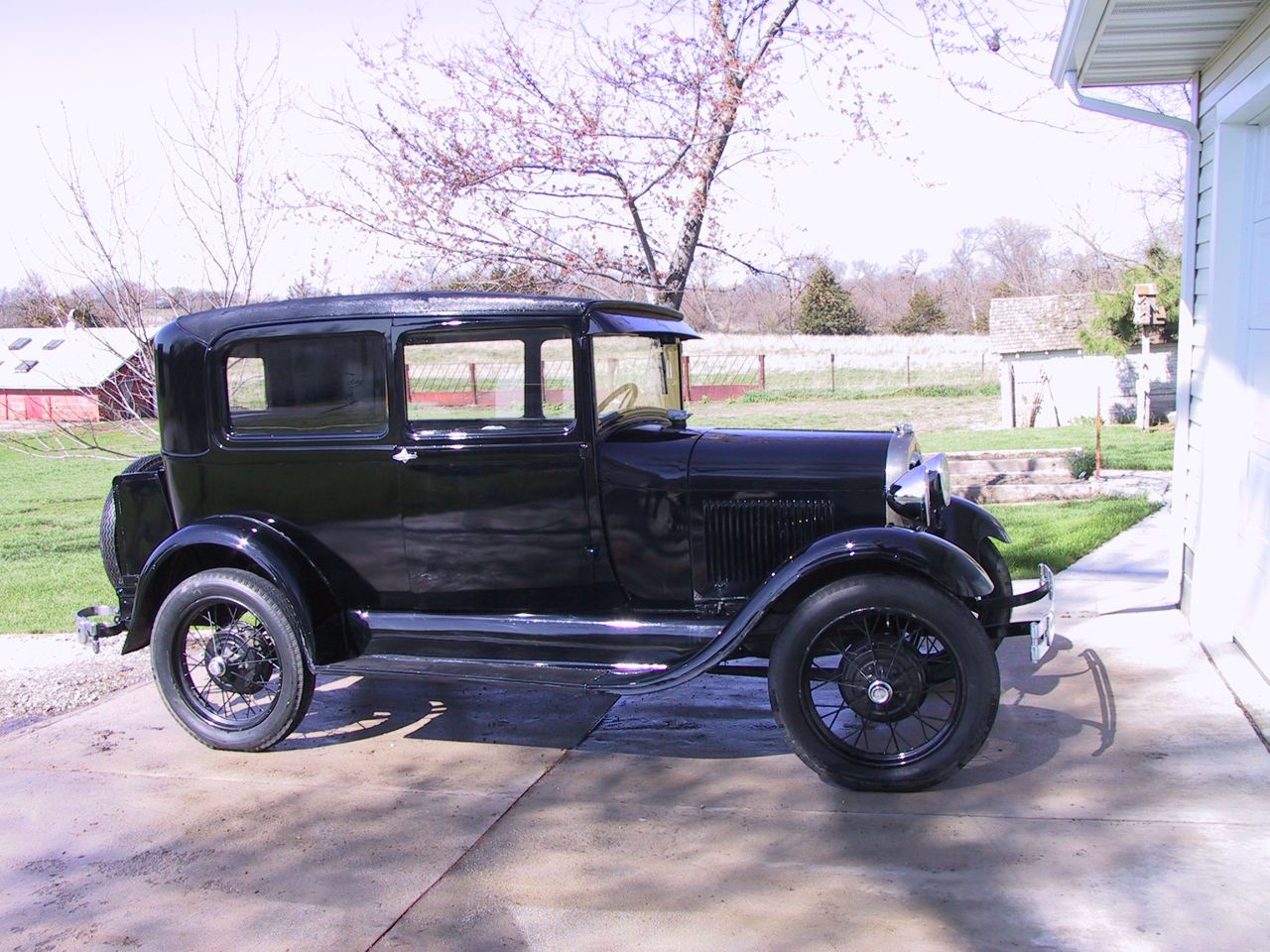
Model A Sedan Tudor - 1929
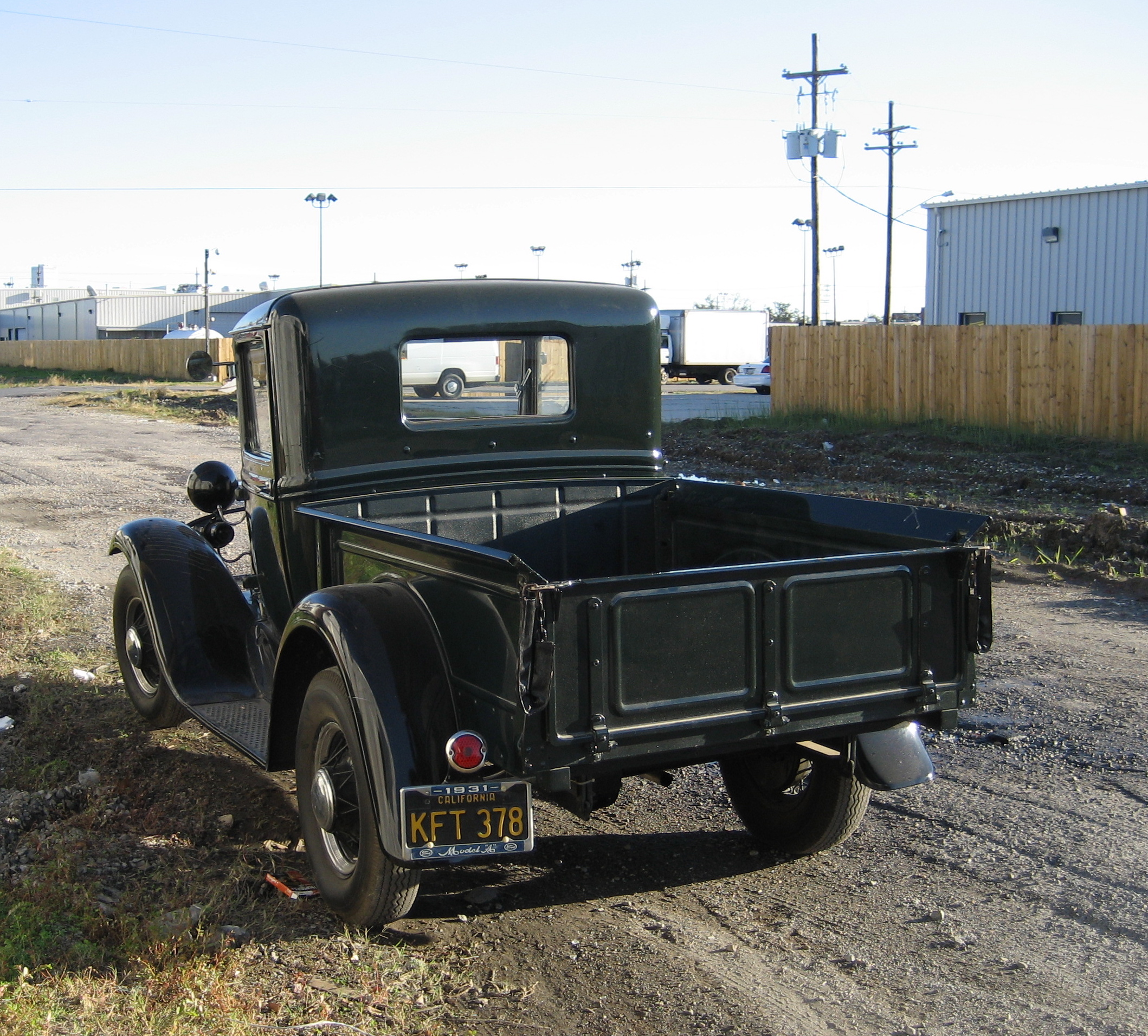
Model A Camioneta de cabina tancada - 1930
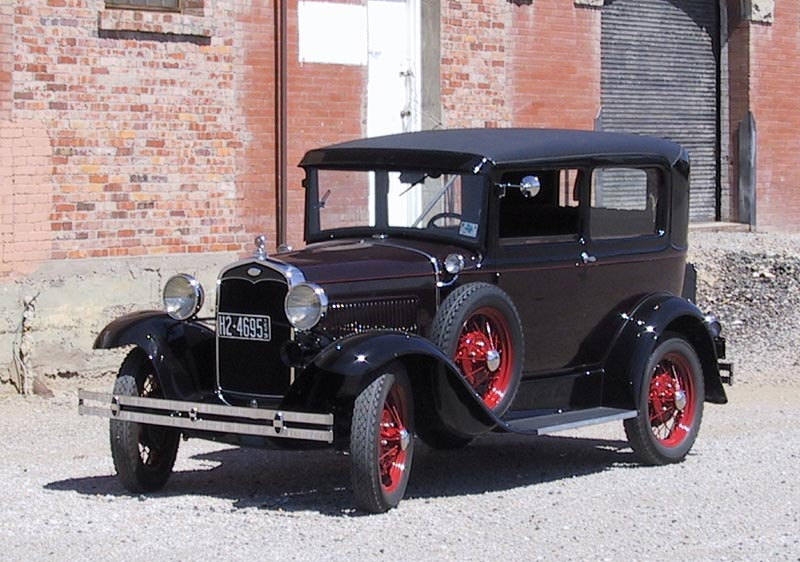
Model A Sedan Tudor de luxe - 1931
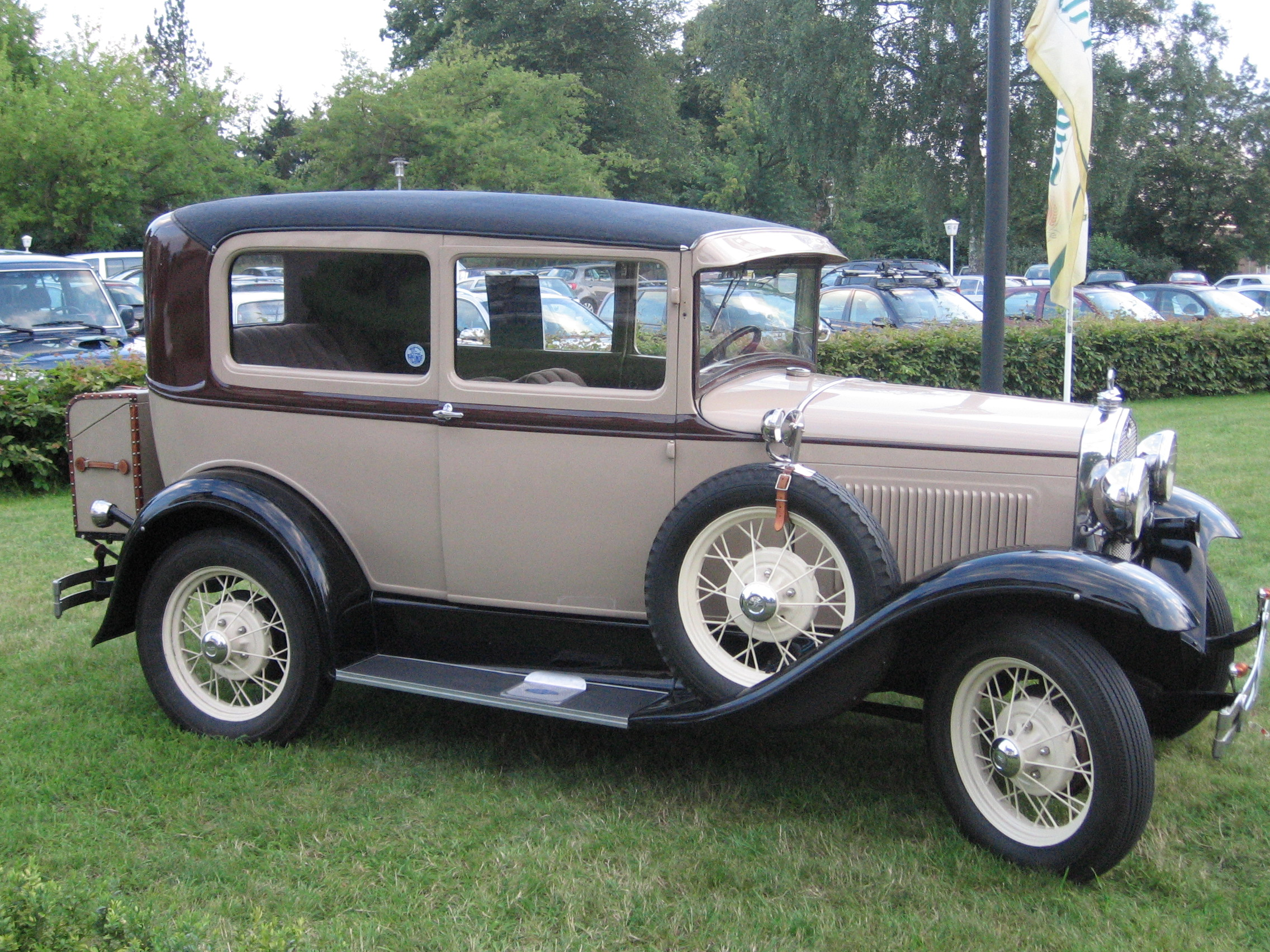
Model A Sedan Tudor - 1930
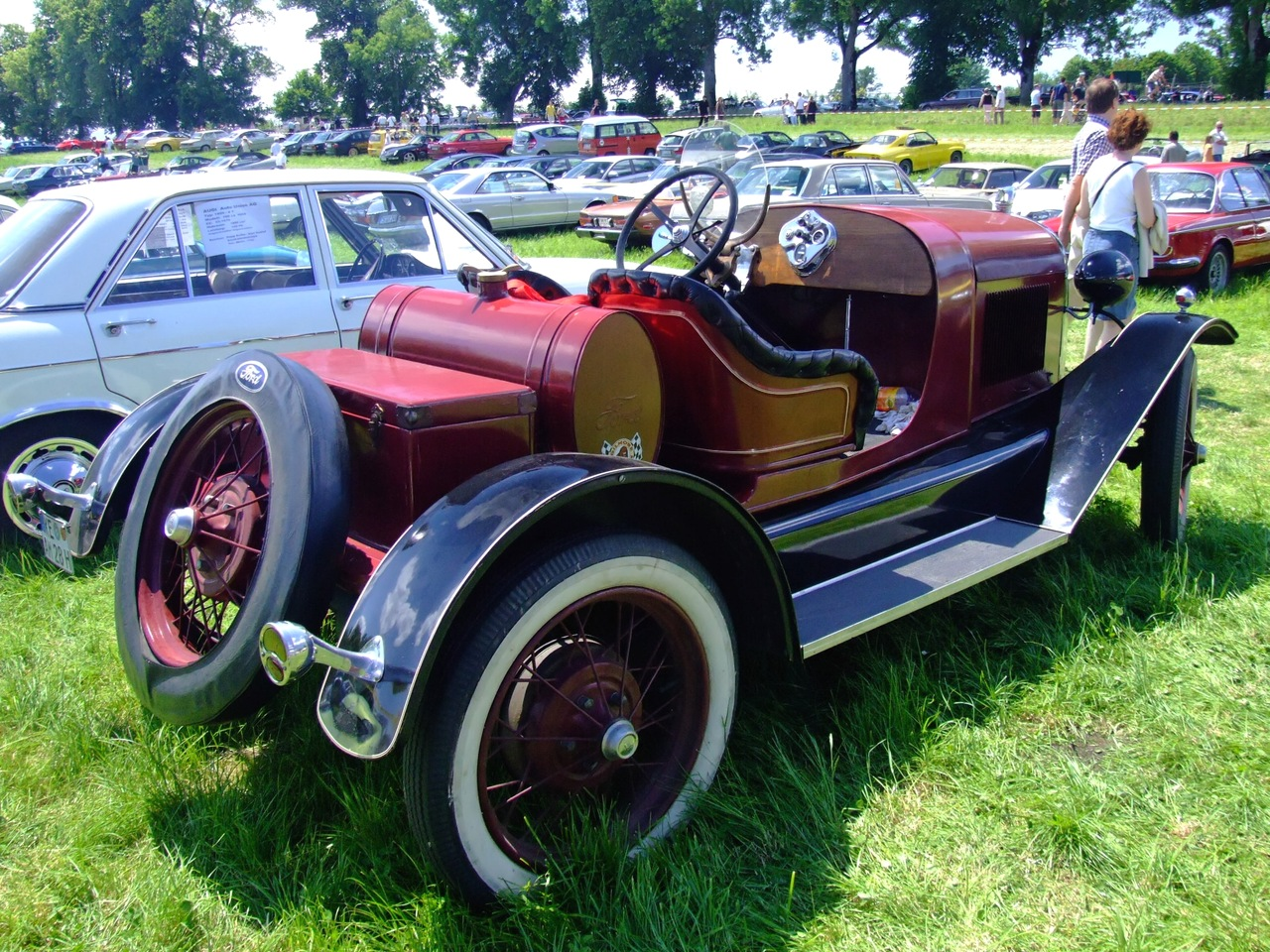
Model A Spedster (No original de fàbrica)
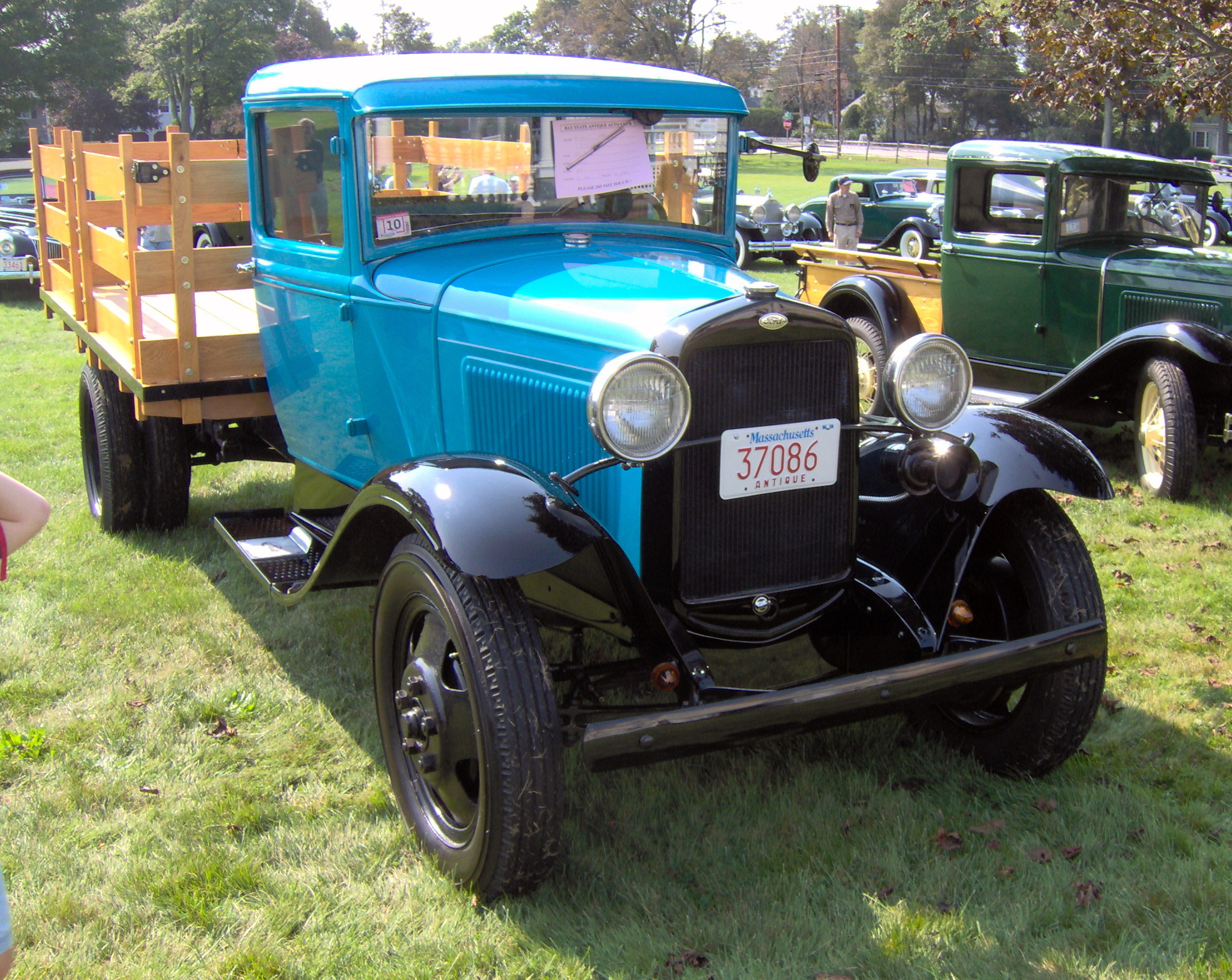
Camió Model AA d'1 ½ tona